# Вельт (Німеччина)
Вельт (нім. Welt) — громада в Німеччині, розташована в землі Шлезвіг-Гольштейн. Входить до складу району Північна Фризія. Складова частина об'єднання громад Айдерштедт.
Площа — 8,2 км2. Населення становить 190 ос. (станом на 31 грудня 2020).

## Галерея

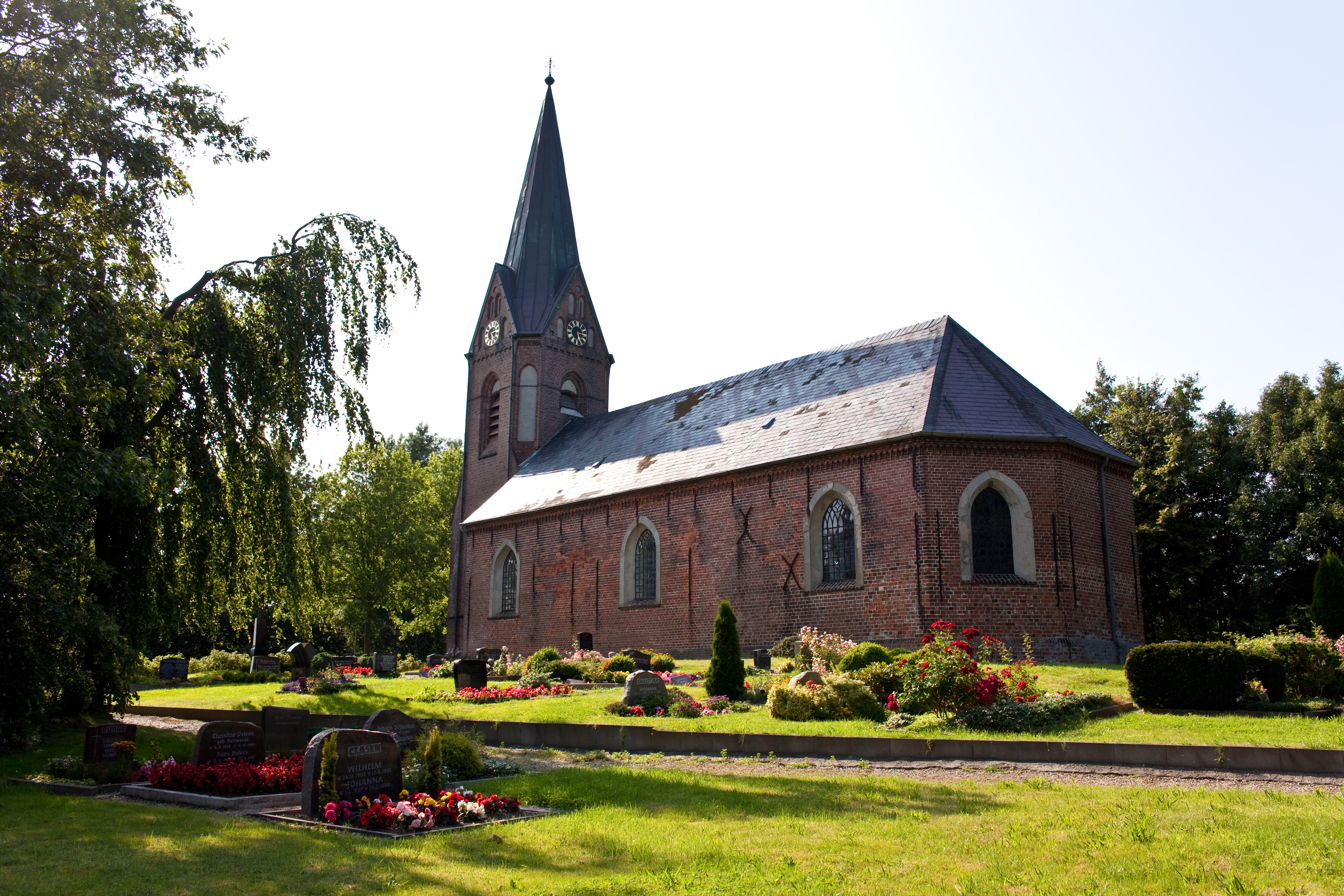
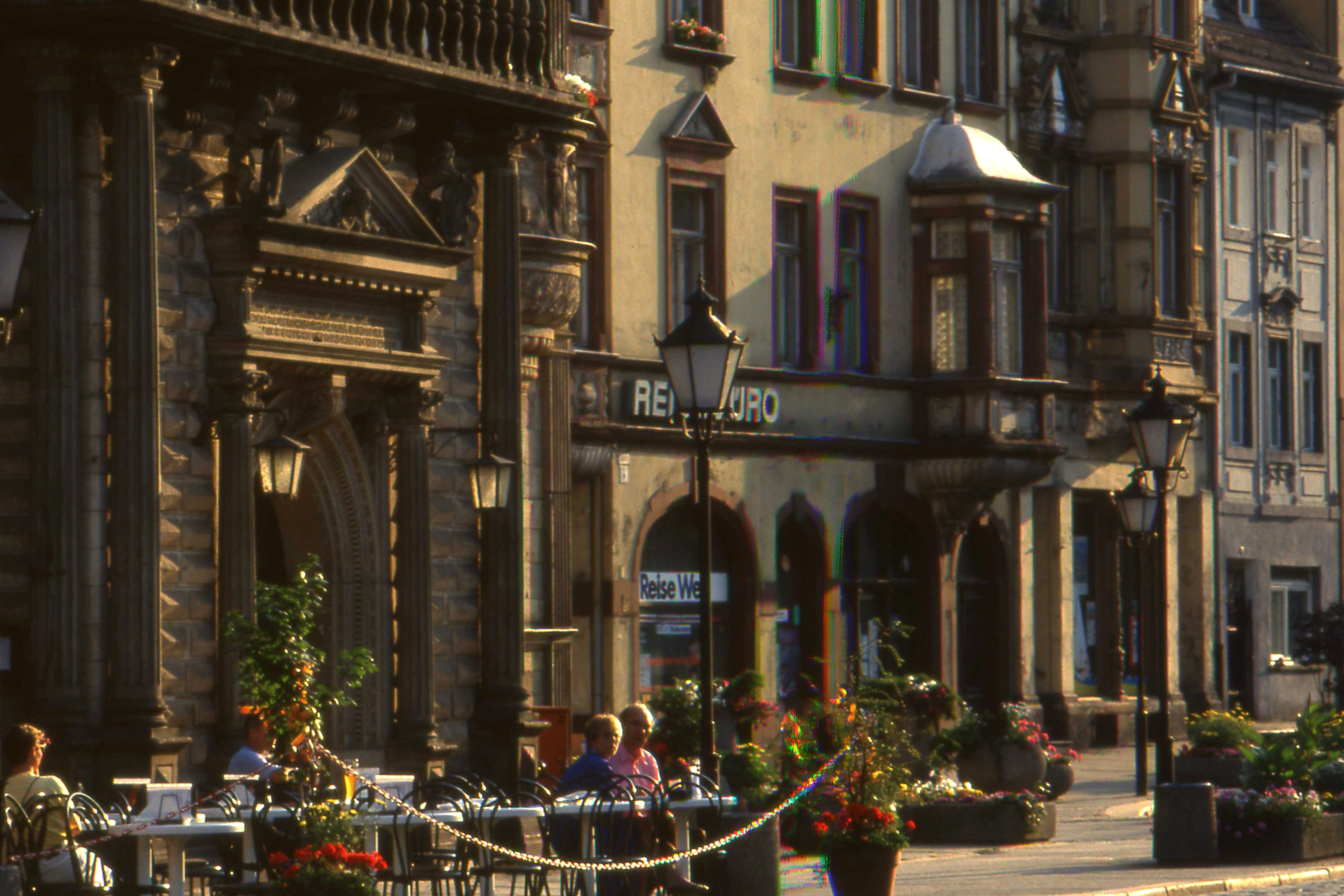